# Manuel Peredo

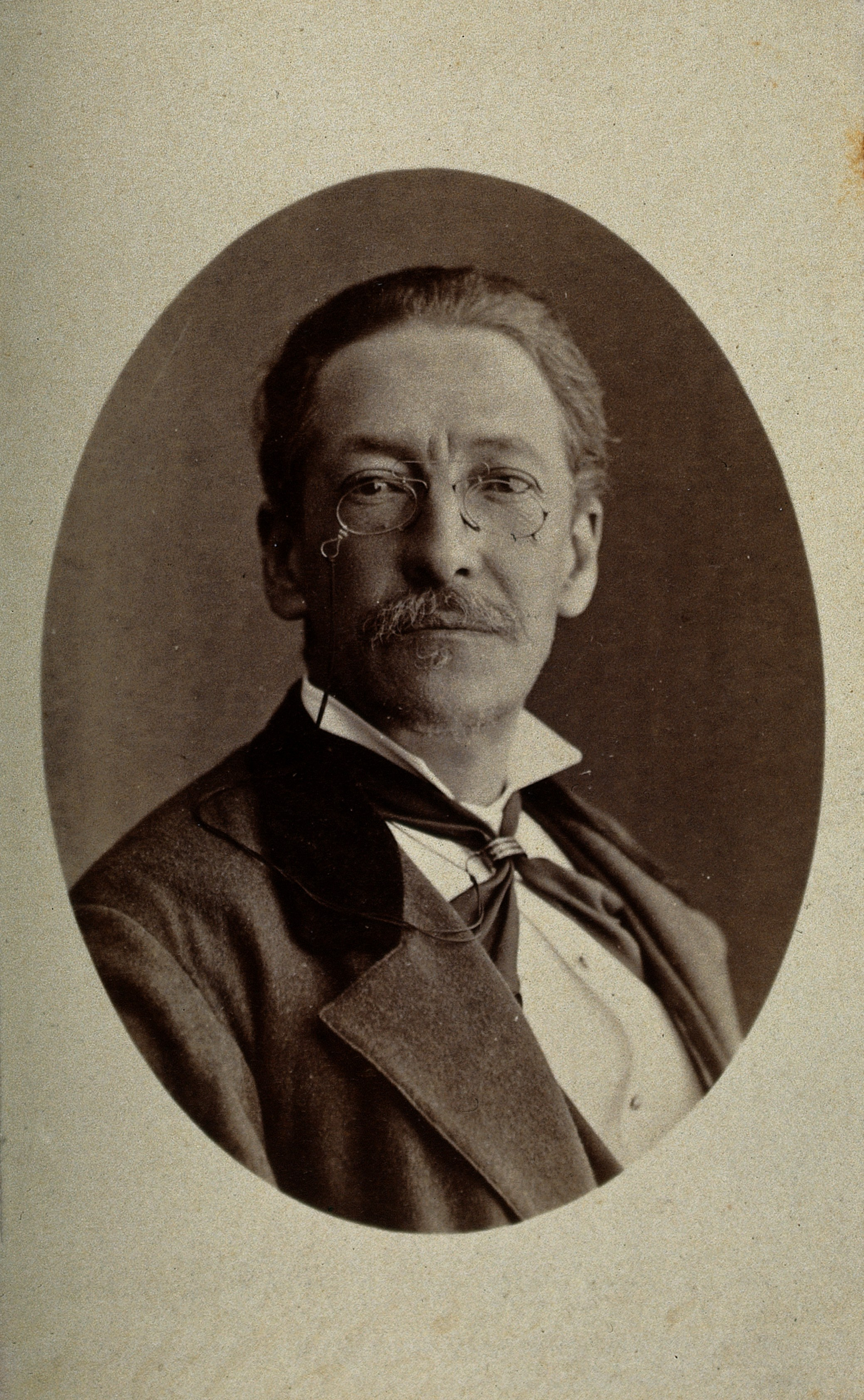

Manuel Peredo (Ciudad de México, 1830 - ibídem, 17 de octubre de 1890) fue un médico, catedrático, traductor, crítico literario, dramaturgo, periodista y académico mexicano.[cita requerida]

## Semblanza biográfica
Realizó estudios de latín y filosofía en el Seminario Conciliar de México. Obtuvo su título como médico en 1859. Ejerció la docencia impartiendo clases de español, retórica y poética en el Colegio de las Vizcaínas, en la Escuela Nacional Secundaria de Niñas y en la Escuela Normal de Señoritas.
Como artículista colaboró para las publicaciones El Domingo, La Enseñanza, El Renacimiento, El Semanario Ilustrado, El Correo de México y El Siglo XIX. Algunas de sus poesías fueron publicadas en las Veladas literarias de Ignacio Manuel Altamirano, quien en varias ocasiones mostró su admiración por Peredo. Por otra parte, José María Vigil incluyó un poema de Peredo en su Antología de poetas mexicanos. 
El teatro fue su pasión, se vinculó a este arte escénico como crítico, espectador, profesor de actores, así como traductor y autor de guiones. Realizó traducciones de Benito Ferrari, Victorien Sardou, Pietro Metastasio, Dante Alighieri, Hoffmann, Samuel Basch y Gustavo Góndola Ostrowski.  
Fue miembro de la Sociedad Filarmónica Mexicana y de la Sociedad Mexicana de Geografía y Estadística. El 11 de septiembre de 1875, fue miembro fundador de la Academia Mexicana de la Lengua, ocupó la silla XII y fue el primer censor de la institución, cargo que ejerció hasta su muerte, la cual ocurrió el 17 de octubre de 1890 en la Ciudad de México.

## Obras publicadas
- El que todo lo quiere..., drama, 1869.
- Curso elemental de arte métrica y poética, 1878, segunda edición en 1883.
- Recuerdos de México: memorias del médico ordinario del emperador Maximiliano (1866-1867), 1870. traducción.
- Breve reseña de la formación, progreso y perfeccionamiento de la lengua castellana, 1879.